# الرجل الرصاصة والفتاة الرصاصة

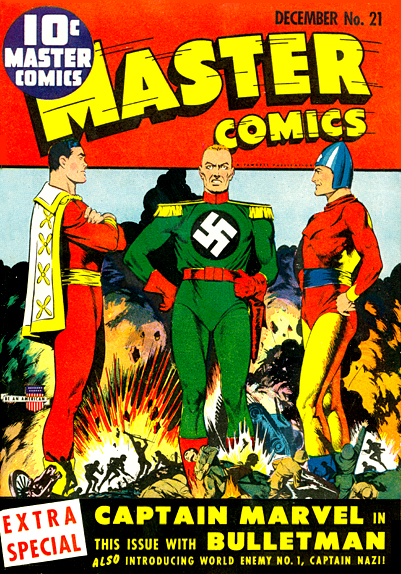
جيدة وجميلة

الرجل الرصاصة والفتاة الرصاصة (بالإنجليزية: Bulletman and Bulletgirl) هي سلسلة قصص مصورة لبطلين خارقين نشرت أصلا من قبل فاوست كاريكاتير.

## في وسائل الإعلام الأخرى

### التلفاز
- يظهر الرجل الرصاص في باتمان: الشجاع والجريء حلقة "الجوكر: الحقير والشرير!"، بصوت يوري لوينثال. ظهر في الفلاش باك الذي أحبط مؤامرة لتدمير مدينة فوسيت.
- في النسخة الكرتونية من القرادة (The Tick)، يظهر الرجل الرصاصة باسم الإنسان الارصاصة.